# Jean-Jacques Langlois
Pour les articles homonymes, voir Langlois.
Jean-Jacques Langlois, né en 1704 à Paris, est un ingénieur et mathématicien français connu comme fabricant d'instruments de mesure.

## Biographie
Élève de Michael Butterfield, actif jusqu'en 1729,  établi quai du Grand-Cours-d'Eau (sur l'île de la Cité), à l'enseigne « Aux Armes d'Angleterre », membre de la corporation des fondeurs, il signait ses instruments : « Jean Langlois élève du Sieur Butterfield, aux Armes d'Angleterre, à Paris ». Le Musée du Louvre conserve certains de ses instruments. 